# Importsubstitutie
Importsubstitutie (ook wel bekend als "Import-substituting Industrialization", ISI) is een handelspolitiek gebaseerd op de hypothese dat een land er naar zou moeten streven haar afhankelijkheid van het buitenland te reduceren door lokaal goederen te produceren die anders ingevoerd zouden moeten worden. De term wordt meestal gebruikt in de context van twintigste-eeuwse ontwikkelingseconomie, alhoewel het concept al sinds de 18e eeuw door handelstheoretici naar voren werd gebracht.
Importsubstitutie werd in de periode tussen 1930 en de late jaren 1980 gestimuleerd in veel Latijns-Amerikaanse landen, en vanaf de 1950 in enkele Aziatische en Afrikaanse landen. De theoretische basis voor importsubstitutie werd gelegd door Raúl Prebisch, Hans Singer, Celso Furtado en andere heterodoxe economen.